# Martin Hartmann (Philosoph)
Martin Hartmann (* 1968 in Hamburg) ist ein deutscher Philosoph und Professor für Philosophie mit Schwerpunkt Praktische Philosophie an der Universität Luzern.

## Leben
Hartmann studierte Philosophie, Komparatistik und Soziologie an der Universität Konstanz, der London School of Economics und an der Freien Universität Berlin. 2001 wurde Martin Hartmann mit der Dissertation Die Kreativität der Gewohnheit. Grundzüge einer pragmatistischen Demokratietheorie an der Johann Wolfgang Goethe-Universität in Frankfurt am Main promoviert. Sein Betreuer war Axel Honneth. Ab Oktober 2001 arbeitete Hartmann als Wissenschaftlicher Assistent am Institut für Philosophie an der Frankfurter Universität. Zugleich war er Mitarbeiter am Institut für Sozialforschung. An der Johann Wolfgang Goethe-Universität habilitierte er sich 2009 mit der Schrift über Eine Theorie des Vertrauens. Nach der Übernahme verschiedener Vertretungsprofessuren wurde er mit Wirkung vom 1. Februar 2011 zum ordentlichen Professor an die Universität Luzern berufen.
Hartmanns Forschungsschwerpunkte liegen im Bereich der Politischen Philosophie und der Sozialphilosophie. Er beschäftigt sich vorwiegend mit Theorien des Vertrauens, dem amerikanischen Pragmatismus und der Kritischen Theorie.
Seit dem 1. August 2024 ist Martin Hartmann, als Nachfolger des Betriebswirtschaftlers Bruno Staffelbach, Rektors der Universität Luzern.

## Auszeichnung
- 2021: Wissenschaftsbuch des Jahres für Vertrauen – Die unsichtbare Macht

## Veröffentlichungen (Auswahl)

### Monografien
- Die Kreativität der Gewohnheit. Grundzüge einer pragmatistischen Demokratietheorie. Zugleich Dissertation Universität Frankfurt am Main 2001 (Institut für Sozialforschung). Campus, Frankfurt am Main 2003, ISBN 3-593-37243-6.
- Gefühle. Wie die Wissenschaften sie erklären. Campus, Frankfurt am Main 2005, ISBN 978-3-593-37718-6; 2., aktualisierte Auflage 2010, ISBN 978-3-593-39285-1.
- Die Praxis des Vertrauens. Suhrkamp, Berlin 2011, ISBN 978-3-518-29594-6.
- Vertrauen – Die unsichtbare Macht. S. Fischer, Frankfurt am Main 2020, ISBN 978-3-10-000068-2.
- The Feeling of Inequality, On Empathy, Empathy Gulfs, and the Political Psychology of Democracy. Oxford University Press, Oxford 2023, ISBN 978-0-19-750086-6.

### Herausgeberschaften
- Zusammen mit Claus Offe: Vertrauen. Die Grundlage des sozialen Zusammenhalts. Campus, Frankfurt am Main 2001, ISBN 3-593-36735-1.
- Zusammen mit Rainer Forst, Rahel Jaeggi, Martin Saar: Sozialphilosophie und Kritik. Suhrkamp, Frankfurt am Main 2009.
- Zusammen mit Claus Offe: Politische Theorie und Politische Philosophie. Ein Handbuch. Beck, München 2011, ISBN 978-3-406-60157-6.
- Zusammen mit Jasper Liptow, Marcus Willaschek: Die Gegenwart des Pragmatismus (= Suhrkamp Taschenbuch, Band 2049). Suhrkamp, Berlin 2013, ISBN 978-3-518-29649-3.